# Breadknife
Das Breadknife (Brotmesser) ist ein vulkanischer Gesteinsgang aus Trachyt im nördlichen New South Wales in Australien.
Der Gesteinsgang im Warrumbungle-Nationalpark, der im Miozän entstand, erreicht eine Höhe von fast 100 Meter, ist mehrere Meter breit und etwa 600 Meter lang. Ein derartiges geologisches Gebilde ist sehr selten. Der nächstgelegene Ort ist der 30 km entfernte Ort Coonabarabran.
Das Breadknife ist Teil eines aktiven Schildvulkans, der in der Zeit vor 17 bis 13 Millionen Jahren eruptierte. Dieser Vulkan formte die Warrumbungle Range, die etwa 1000 Meter hoch war und heute weitestgehend erodiert ist. Das Breadknife wurde durch glühendes Magma gebildet, das in weichem Gestein erstarrte und eine härtere und beständigere Schicht als das umgebende Gestein bildete. Als das Weichgestein verwitterte, wurde das Breadknife aus Basalt freigelegt.
Zum Breadknife führt ein Wanderweg vom Pincham-Parkplatz am Pirey Creek entlang, der etwa fünf Stunden dauert und den Aufstieg zum Fuß des Berges selbst durch befestigte Steighilfen erleichtert. Das Wandern zu diesem in Australien bekannten Berg ist sehr beliebt, allerdings ist das Besteigen verboten.
In der Nähe liegen weitere Berge wie Crater Bluff, Bluff Mountain, Belougery Spire und Balor Peak.